# Ciclismo ai Giochi della XXIX Olimpiade - Velocità a squadre maschile
Le gare di velocità a squadre maschile dei Giochi della XXIX Olimpiade furono corse il 15 agosto al Laoshan Velodrome. La medaglia d'oro fu vinta dalla selezione britannica, composta da Chris Hoy, Jason Kenny e Jamie Staff.
Vide la partecipazione di 13 squadre composte da 3 atleti ognuna.

## Risultati

### Qualificazioni
| Pos. | Paese         | Ciclisti                                                       | Tempo  | Note  |
| ---- | ------------- | -------------------------------------------------------------- | ------ | ----- |
| 1    | Gran Bretagna | Chris Hoy Jason Kenny Jamie Staff                              | 42"950 | Q, WR |
| 2    | Francia       | Grégory Baugé Kévin Sireau Arnaud Tournant                     | 43"541 | Q     |
| 3    | Germania      | René Enders Maximilian Levy Stefan Nimke                       | 44.197 | Q     |
| 4    | Paesi Bassi   | Theo Bos Teun Mulder Tim Veldt                                 | 44"213 | Q     |
| 5    | Australia     | Daniel Ellis Mark French Shane Kelly                           | 44"335 | Q     |
| 6    | Giappone      | Kiyofumi Nagai Tomohiro Nagatsuka Kazunari Watanabe            | 44"454 | Q     |
| 7    | Malaysia      | Azizulhasni Awang Josiah Ng Mohd Rizal Tisin                   | 44"752 | Q     |
| 8    | Stati Uniti   | Michael Blatchford Adam Duvendeck Giddeon Massie               | 45"346 | Q     |
| 9    | Cina          | Feng Yong Li Wenhao Zhang Lei                                  | 45"556 |       |
| 10   | Grecia        | Athanasios Mantzouranis Vasileios Reppas Panagiotis Voukelatos | 45"645 |       |
| 11   | Rep. Ceca     | Tomáš Bábek Adam Ptacnik Denis Spicka                          | 45"678 |       |
| 12   | Russia        | Sergey Polynskiy Denis Dmitriev Sergey Kucherov                | 45"964 |       |
| 13   | Polonia       | Maciej Bielecki Kamil Kuczynski Lukasz Kwiatkowski             | 45"266 |       |

### Primo turno
| Manche | Paese         | Tempo  | Pos. | Note |
| ------ | ------------- | ------ | ---- | ---- |
| 1      | Australia     | 44"090 | 4    | Q    |
| 1      | Paesi Bassi   | 44"212 | 5    |      |
| 2      | Germania      | 43"699 | 3    | Q    |
| 2      | Giappone      | 44"437 | 6    |      |
| 3      | Francia       | 43"656 | 2    | Q    |
| 3      | Malaysia      | 44"822 | 7    |      |
| 4      | Gran Bretagna | 43"034 | 1    | Q    |
| 4      | Stati Uniti   | 45"423 | 8    |      |

### Turno finale
Gara per l'oro
| Pos. | Paese         | Tempo  | Note |
| ---- | ------------- | ------ | ---- |
| 1    | Gran Bretagna | 43"128 |      |
| 2    | Francia       | 43"651 |      |

Gara per il bronzo
| Pos. | Paese     | Tempo  | Note |
| ---- | --------- | ------ | ---- |
| 3    | Germania  | 44"014 |      |
| 4    | Australia | 44"022 |      |